# Tour de France für Automobile 1972

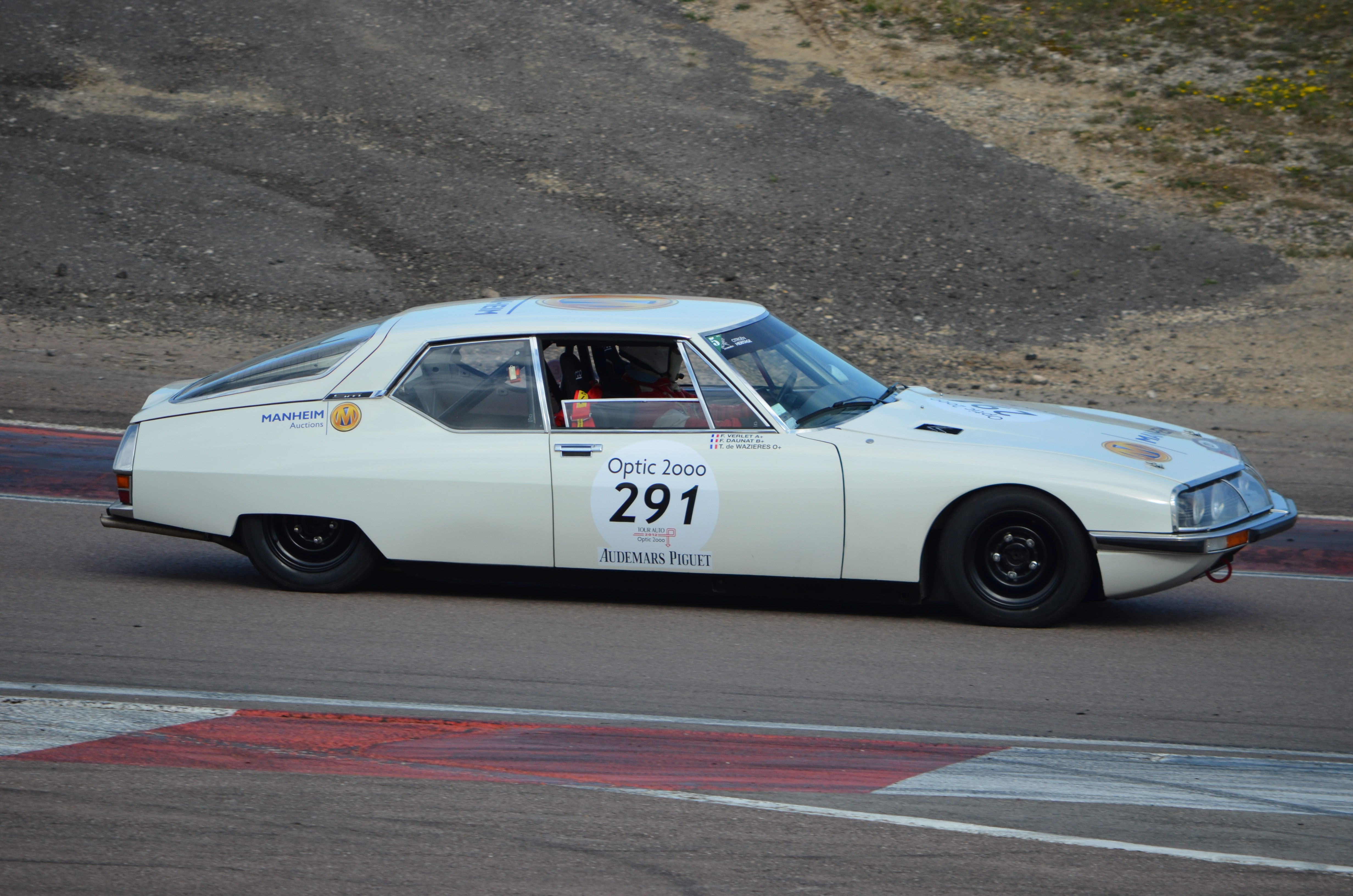
Rennversion des Citroën SM; Guy Verrier fuhr einen SM an die 25. Stelle der Gesamtwertung

Die Tour de France für Automobile 1972, auch Tour de France, wurde als Etappenrennen für Automobile vom 15. bis 24. September in Frankreich, Belgien und Spanien ausgetragen.

## Das Rennen
Wie im Vorjahr wurden die Wertungsprüfungen der Tour Auto in drei Ländern ausgefahren. Das Rennen startete in diesem Jahr in Biarritz und führte über acht Teilstücke und die Etappenorte Barcelona, Albi, Vichy, Le Mans, Le Touquet, Flaine und Bandol nach Nizza. 97 Teams hatten 4950 km zurückzulegen, 36 erreichten das Ziel in Südfrankreich. Die 18 Wertungsprüfungen umfassten Rundstreckenrennen auf den Rennpisten von Nogaro, Barcelona, Albi, Clermont-Ferrand, Magny-Cours, Le Mans, Rouen, Nivelles, Dijon und Le Castellet.
Favoriten des Rennens waren die beiden Ferrari Daytona von Jean-Claude Andruet und Vic Elford. Außenseiterchancen hatten Gérard Larrousse auf einem Ford Capri 2600RS und Jean-Luc Thérier auf einer Alpine A110. Von diesen vier Piloten blieb am Ende des Rennens nur Andruet über, der das Rennen gewann. Die Damenwertung ging wie im Jahr an Marie-Claude Charmasson, die mit neuer Copilotin Christine Giganot auf einer Chevrolet Corvette Fünfte der Gesamtwertung wurde.

## Ergebnisse

### Schlussklassement
| 1               | GT + 2.0   | 118 | Charles Pozzi          | Jean-Claude Andruet Michèle Espinosi-Petit     | Ferrari 365 GTB/4     | 3:04:03,200 |
| 2               | GT + 2.0   | 117 | Charles Pozzi          | Daniel Rouveyran François Migault              | Ferrari 365 GTB/4     | 3:07:41,700 |
| 3               | Gr.2 3.0   | 64  | Ford France            | Jean Vinatier Pierre Thimonier                 | Ford Capri RS 2600    | 3:08:31,600 |
| 4               | GT + 2.0   | 113 | Jean-François Piot     | Jean-François Piot Michel Vial                 | Porsche 911S          | 3:12:18,000 |
| 5               | GT + 2.0   | 122 | Greder                 | Marie-Claude Charmasson Christine Giganot      | Chevrolet Corvette    | 3:16:06,800 |
| 6               | Gr.3 + 2.0 | 90  | Raymond Touroul        | Raymond Touroul Pierre Lafont                  | Porsche 911S          | 3:17:04,200 |
| 7               | GT + 2.0   | 88  | Balas                  | Henri Balas François-Xavier Boucher            | Porsche 911S          | 3:17:24,200 |
| 8               | Gr.2 3.0   | 68  | Henri Greder           | Henri Greder Christian Delferrier              | Opel Commodore        | 3:21:06,000 |
| 9               | GT + 2.0   | 93  | Dominique Thiry        | Dominique Thiry Robert Wilz                    | Porsche 911S          | 3:23:14,300 |
| 10              | Gr.1 + 3.0 | 42  | Jean-Pierre Rouget     | Jean Ragnotti Jacques Jaubert                  | Chevrolet Camaro      | 3:24:22,100 |
| 11              | Gr.1 1.6   | 79  | Dany Snobeck           | Dany Snobeck Pierre Hentzien                   | Alpine A110 1600S     | 3:24:40,000 |
| 12              | Gr.3 + 2.0 | 79  | Villanueva             | Vincent Villanueva Joël Bonnemaison            | Porsche 911S          | 3:26:48,600 |
| 13              | Gr.3 + 2.0 | 82  | Jean Vignaud           | Jean Vignaud Schwammle                         | Porsche 911S 2.2      | 3:27:02,100 |
| 14              | GT + 2.0   | 87  | Alméras                | Jacques Alméras Jean-Marie Alméras             | Porsche 911S 2.2      | 3:27:53,800 |
| 15              | Gr.3 + 2.0 | 84  | Pierre Portier         | Pierre Portier de Marcy                        | Porsche 911S          | 3:30:45,100 |
| 16              | Gr.2 3.0   | 60  | Jacques Diebolt        | Jacques Diebolt Vast                           | Ford Capri RS 2600    | 3:31:32,800 |
| 17              | Gr.2 2.0   | 53  | Claude Buchet          | Claude Buchet Hervé Guyomart                   | Opel Ascona           | 3:32:44,700 |
| 18              | Gr.2 2.0   | 67  | Serge Laurent          | Serge Laurent Milani                           | BMW 2800 CS           | 3:33:41,500 |
| 19              | Gr.1 2.0   | 17  | Racing Team Minel      | Victor Chelli Louis-Michel Minel               | Alfa Romeo 2000 GTV   | 3:34:19,600 |
| 20              | Gr.1 2.0   | 11  | Sola                   | Jean-Claude Sola J. Sola                       | Alfa Romeo 2000 GTV   | 3:35:02,400 |
| 21              | Gr.3 + 2.0 | 83  | Pierre Lelong          | Pierre Lelong Patrick Lelong                   | Porsche 911S 2.2      | 3:35:11,700 |
| 22              | GT 1.6     | 94  | Jean-Claude Sellos     | Jean-Claude Sellos Gérard Foucault             | Alpine A110 1600S     | 3:35:23,000 |
| 23              | Gr.1 2.0   | 26  | Raymond Pontier        | Raymond Pontier Jean-Sébastien Couloumiés      | BMW 2002 TI           | 3:38:22,700 |
| 24              | Gr.1 2.0   | 24  | Michel Martinache      | Michel Martinache Rémy Gillis                  | BMW 2002 TI           | 3:38:30,200 |
| 25              | Gr.1 3.0   | 33  | Guy Verrier            | Guy Verrier Martin                             | Citroën SM            | 3:40:56,500 |
| 26              | Gr.2 1.6   | 49  | Holvoet                | Emile Holvoet Claude Holvoet                   | Toyota Celica         | 3:41:45,600 |
| 27              | Gr.1 3.0   | 34  | Philippe Heuze         | Philippe Heuze Michel Martin                   | Ford Capri RS 2600    | 3:45:54,200 |
| 28              | Gr.1 2.0   | 27  | Artero                 | Michel Artero N. Artero                        | BMW 2002 TI           | 3:47:48,300 |
| 29              | Gr.2 1.3   | 45  | Claude Laurent         | Claude Laurent Jacques Marché                  | DAF 55                | 3:48:14,000 |
| 30              | Gr.2 + 3.0 | 70  | Kleber                 | Karlheinz Hermann Claus Nolle                  | Mercedes-Benz 280 SE  | 3:49:24,900 |
| 31              | GT 1.6     | 73  | Marianne Hoepfner      | Marianne Hoepfner Vononi                       | Alpine A110 1600S     | 3:51:57,900 |
| 32              | Gr.2 2.0   | 56  | Gérard Sevaux          | Gérard Sevaux “Mendola”                        | BMW 2002 TI           | 3:54:24,500 |
| 33              | Gr.3 1.6   | 78  | Patrice Sanson         | Patrice Sanson Christian Arnaud                | Lancia 1600 HF Fulvia | 3:54:41,000 |
| 34              | Gr.1 3.0   | 61  |                        | Georges Gaffier Vouillamoz                     | Ford Capri RS 2600    | 3:56:53,700 |
| 35              | Gr.1 2.0   | 10  | Ecurie Azur            | Michel Humbert Jacques Berger Daniel Erculisse | Alfa Romeo 2000 GTV   | 4:02:11,500 |
| 36              | Gr.1 2.0   | 28  | Frankreich             | Jacky Ravenel Bougeant                         | BMW 2002 TI           | 5:33:20,400 |
| Disqualifiziert |            |     |                        |                                                |                       |             |
| 37              | Gr.1 2.0   | 19  | Jean-Claude Lagniez    | Jean-Claude Lagniez Errera                     | Alfa Romeo 2000 GTV   | 3:27:26,900 |
| 38              | Gr.1 2.0   | 22  |                        | Bernard Fiorentino Maurice Gélin               | Alfa Romeo 2000 GTV   | 3:27:28,900 |
| Ausgefallen     |            |     |                        |                                                |                       |             |
| 39              | Gr.1 2.0   |     | Corinne Koppenhague    | Corinne Koppenhague Mme. Hoube                 | Alfa Romeo 2000 GT    |             |
| 40              | Gr.2 3.0   |     | Ford France            | Guy Chasseuil Christian Baron                  | Ford Capri RS 2600    |             |
| 41              | Gr.2 2.0   |     | Racing Team Minel      | Bernard Darson Jean Trépier                    | Alfa Romeo 2000       |             |
| 42              | GT 1.6     | 95  | Jean-Luc Thérier       | Jacques Marquet Paoletti                       | Alpine A110 1600S     |             |
| 43              | Gr.3 + 2.0 |     | Barbara                | Roger Barbara Bernard Mordacq                  | Datsun 240Z           |             |
| 44              | Gr.3 1.6   |     | Jacques Henry          | Jacques Henry Etienne Grobot                   | Alpine A110 1600S     |             |
| 45              | GT 2.0     |     | Alpine                 | Bernard Darniche                               | Alpine A110 1800SS    |             |
| 46              | Gr.1 3.0   |     | J. L. Billard          | J. L. Billard Godzik                           | Ford Capri            |             |
| 47              | Gr.2 1.3   |     | Hendrick               | Hendrick Bernard Debusschere                   | BMC 1300              |             |
| 48              | Gr.1 1.6   | 4   | "Patou"                | "Patou" "Bybyf"                                | BMW 1600 TI           |             |
| 49              | Gr.1 2.0   | 7   | Audi-NSU France        | Yves Evrard J. L. Demarquet                    | Audi 100 Coupé S      |             |
| 50              | Gr.1 2.0   | 8   | Audi-NSU France        | Philippe Mercier Jean-Pierre Nicolas           | Audi 100 Coupé S      |             |
| 51              | Gr.1 2.0   | 12  | Georges Debussy        | Georges Debussy Lafargue                       | Alfa Romeo 2000 GTV   |             |
| 52              |            | 15  |                        | Marie-José Hommel Engelbert Lips               | Alfa Romeo 2000 GTV   |             |
| 53              | Gr.2 2.0   | 18  | Jean-Claude Lefèbvre   | Jean-Claude Lefèbvre Brehant                   | Alfa Romeo 2000 GTV   |             |
| 54              | Gr.1 3.0   | 31  | Jean-Louis Ravenel     | Jean-Louis Ravenel Jacques Levacher            | Opel Commodore GS/E   |             |
| 55              | Gr.1 3.0   | 35  | Aimé Dirand            | Aimé Dirand Sizaire                            | BMW 2800 CS           |             |
| 56              | Gr.1 3.0   | 36  | Jean-Claude Depince    | Jean-Claude Depince Sevelinge                  | BMW 2800 CS           |             |
| 57              | Gr.1 3.0   | 37  | Pierre Maublanc        | Pierre Maublanc Daniel Benoit                  | BMW 2800 CS           |             |
| 58              | Gr.1 + 3.0 | 41  | Jean-Claude Monin      | Jean-Claude Monin "Sylvain"                    | Chevrolet Camaro Z28  |             |
| 59              | Gr.2 1.6   | 48  | Pierre Tel             | Pierre Tel Presotto                            | Renault R12           |             |
| 60              | Gr.2 2.0   | 51  | Fiat                   | Roland Fiat Fiat                               | Opel Ascona           |             |
| 61              | Gr.2 2.0   | 52  | Michel Gautron         | Michel Gautron Brisset                         | Opel Ascona           |             |
| 62              | Gr.2 2.0   | 57  | Loison                 | Pierre Loison J. P. Demaille                   | BMW 2002 TI           |             |
| 63              | Gr.2 2.0   | 65  | Ford Deutschland       | Gérard Larrousse Johnny Rives                  | Ford Capri RS 2600    |             |
| 64              | Gr.1 1.6   |     | M. Henault             | M. Henault Maillard                            | Fiat 124 BS           |             |
| 65              | Gr.3 + 2.0 | 81  | Thierry Sabine         | Thierry Sabine Bedin                           | Porsche 911S 2.2      |             |
| 66              | Gr.3 + 2.0 | 86  | Noël Labaune           | Noël Labaune Jean Maurin                       | Porsche 911S 2.2      |             |
| 67              | GT 1.6     | 96  | Maurice Nussbaumer     | Maurice Nussbaumer Piot                        | Alpine A110 1600S     |             |
| 68              | GT 2.0     | 97  | Jean-Luc Thérier       | Jean-Luc Thérier                               | Alpine A110 1800SS    |             |
| 69              | GT 1.6     | 98  | Christine Dacremont    | Christine Dacremont Cicca Lurani               | Alpine A110 1600S     |             |
| 70              | GT 2.0     | 100 | Alpine                 | Jean-Pierre Nicolas Jean Todt                  | Alpine A110 1800SS    |             |
| 71              | Gr.3 2.0   | 103 | Gérard Hugon           | Gérard Hugon S. Delserre                       | Porsche 911T          |             |
| 72              | GT + 2.0   | 107 | Gérard Darton-Merlin   | Gérard Darton-Merlin Lecon                     | Porsche 911S 2.4      |             |
| 73              | GT + 2.0   | 111 | Claude Ballot-Léna     | Claude Ballot-Léna Jean-Claude Morénas         | Porsche 911S          |             |
| 74              | GT + 2.0   | 112 | Dominique Bardini      | Dominique Bardini Peuroux                      | Porsche 911E          |             |
| 75              | GT + 2.0   | 119 | Scuderia Filipinetti   | Vic Elford David Stone                         | Ferrari 365 GTB/4     |             |
| 76              | GT + 2.0   |     | René Ligonnet          | René Ligonnet Barrie Smith                     | Porsche 911S          |             |
| 77              | Gr.3 1.6   |     | Azur                   | Vanbutselle                                    | Alpine A110           |             |
| 78              | Gr.1 3.0   |     | Clarr                  | Jean-Louis Clarr                               | Opel Commodore        |             |
| 79              | Gr.1 2.0   |     | Tardas                 | Tardas Hoffman                                 | BMW 2002 TI           |             |
| 80              | Gr.3 1.6   |     | Kleber                 | Hans Schuller Viedman                          | Alpine A110           |             |
| 81              | Gr.1 2.0   |     | Miniawi                | Miniawi Lacheray                               | Alfa Romeo 2000 GT    |             |
| 82              | Gr.3 + 2.0 |     | Lionel Raudet          | Lionel Raudet                                  | Porsche 911S          |             |
| 83              | GT + 2.0   |     | Gérard Darton-Merlin   | Claude Haldi                                   | Porsche 911S          |             |
| 84              | GT + 2.0   |     | Jean-Marie Jacquemin   | Jean-Marie Jacquemin                           | De Tomaso Pantera     |             |
| 85              | Gr.3 2.0   |     | Jean-Claude Fiard      | Jean-Claude Fiard Lintauff                     | Porsche 911S          |             |
| 86              | Gr.3 + 2.0 |     | Robert Dutoit          | Robert Dutoit                                  | Porsche 911S          |             |
| 87              | GT + 2.0   |     | Pierre Greub           | Pierre Greub                                   | Porsche 911S          |             |
| 88              | Gr.2 2.0   |     | Georges Alexandrovitch | Georges Alexandrovitch Bernard Pujos           | BMW 2002 TI           |             |
| 89              | Gr.2 3.0   |     | BMW Motorsport         |                                                | BMW 2800 CS           |             |
| 90              | Gr.2 1.3   |     | Claude Laurent         | Michel Jullien Rene Dion                       | DAF 55                |             |
| 91              | Gr.2 1.3   |     | David                  | Joaniquet Fouraignan                           | NSU 67F               |             |
| 92              | Gr.2 2.0   |     | Georges Houel          | Georges Houel Moss                             | Alfa Romeo 2000       |             |
| 93              | GT + 2.0   |     | Bob Wollek             | Bob Wollek                                     | Porsche 911S          |             |
| 94              | Gr.2 + 3.0 |     | AMG                    | Hans Heyer Berzler                             | Mercedes-Benz         |             |
| 95              | Gr.1 2.0   | 16  | Racing Team Minel      | Philippe Monot Guy Fréquelin                   | Alfa Romeo 2000 GTV   |             |
| 96              | Gr.1 2.0   | 21  | Roland Imbert          | Roland Imbert Scherer                          | Alfa Romeo 2000 GTV   |             |
| 97              | Gr.2 1.3   | 44  | Eduardo Botas          | Eduardo Botas Zapi                             | Renault R8 TS         |             |

### Nur in der Meldeliste
Hier finden sich Teams, Fahrer und Fahrzeuge, die ursprünglich für das Rennen gemeldet waren, aber aus den unterschiedlichsten Gründen daran nicht teilnahmen.
| Pos. | Klasse   | Nr. | Team                 | Fahrer                         | Chassis             |
| ---- | -------- | --- | -------------------- | ------------------------------ | ------------------- |
| 98   | GT + 2.0 |     | Sofar Autodelta      |                                | Alfa Romeo Montreal |
| 99   | GT + 2.0 |     | Scuderia Filipinetti | Mike Parkes Jean-Louis Lafosse | Ferrari 365 GTB/4   |
| 100  | GT + 2.0 |     | NART BP              | Jean-Pierre Jarier             | Ferrari 365 GTB/4   |
| 101  | GT + 2.0 |     | Sofar Autodelta      |                                | Alfa Romeo Montreal |

### Klassensieger
| Klasse     | Fahrer                  | Fahrer                 | Fahrzeug             | Platzierung im Gesamtklassement |
| ---------- | ----------------------- | ---------------------- | -------------------- | ------------------------------- |
| GT + 2.0   | Jean-Claude Andruet     | Michèle Espinosi-Petit | Ferrari 365 GTB/4    | Gesamtsieg                      |
| GT 2.0     | kein Teilnehmer im Ziel |                        |                      |                                 |
| GT 1.6     | Jean-Claude Sellos      | Gérard Foucault        | Alpine A110 1600S    | Rang 22                         |
| Gr.3 + 2.0 | Raymond Touroul         | Pierre Lafont          | Porsche 911S         | Rang 6                          |
| Gr.3 2.0   | kein Teilnehmer im Ziel |                        |                      |                                 |
| Gr.3 1.6   | Dany Snobeck            | Henzien                | Alpine A110 1600S    | Rang 11                         |
| Gr.2 + 3.0 | Karlheinz Hermann       | Claus Nolle            | Mercedes-Benz 280 SE | Rang 30                         |
| Gr.2 3.0   | Jean Vinatier           | Pierre Thimonier       | Ford Capri RS 2600   | Rang 3                          |
| Gr.2 2.0   | Claude Buchet           | Hervé Guyomart         | Opel Ascona          | Rang 17                         |
| Gr.2 1.6   | Emile Holvoet           | Claude Holvoet         | Toyota Celica        | Rang 26                         |
| Gr.2 1.3   | Claude Laurent          | Jacques Marché         | DAF 55               | Rang 29                         |
| Gr.1 + 3.0 | Jean Ragnotti           | Jacques Jaubert        | Chevrolet Camaro     | Rang 10                         |
| Gr.1 3.0   | Guy Verrier             | Martin                 | Citroën SM           | Rang 25                         |
| Gr.1 2.0   | Victor Chelli           | Louis-Michel Minel     | Alfa Romeo 2000 GTV  | Rang 19                         |
| Gr.1 1.6   | kein Teilnehmer im Ziel |                        |                      |                                 |

### Renndaten
- Gemeldet: 101
- Gestartet: 97
- Gewertet: 36
- Rennklassen: 15
- Zuschauer: unbekannt
- Wetter am Renntag: unbekannt
- Streckenlänge: unbekannt
- Fahrzeit des Siegerteams: 3:04:03,200 Stunden
- Gesamtrunden des Siegerteams: keine
- Gesamtdistanz des Siegerteams: 4950,000 km
- Siegerschnitt: unbekannt
- Pole Position: keine
- Schnellste Rennrunde: keine
- Rennserie: 8. Lauf der GT-Europa-Meisterschaft 1972